# NGC 408

NGC 408

NGC 408 في الفهرس العام الجديد، هي مجرة، تقع في كوكبة الحوت. اكتشفت في 22 أكتوبر 1867 .

## روابط خارجية
- NGC 408 على موقع ويكي سكاي: DSS2, SDSS, GALEX, IRAS, Hydrogen α, X-Ray, Astrophoto, Sky Map, Articles and images